# 노농동맹
노농동맹(러시아어: Рабоче-крестьянский союз, 勞農同盟)은 산업프롤레타리아가 소농(小農) 이하의 농민과 동맹하여 자유주의 및 사회주의 혁명을 성취할 수 있다는 블라디미르 레닌의 이론이다.
노농동맹은 레닌주의의 핵심 원칙이며, 각국 공산당의 행동 지침 및 소비에트 연방 성립 이후 등장한 모든 공산국가 헌법에 독점적인 영향을 주었다. 이는 “노동계급에 의해 영도되는 노동자와 농민의 동맹에 기초한 인민민주독재” (중화인민공화국)라는 표현과 “노동자와 농민의 동맹에 기초한 사회주의 국가” (쿠바)라는 표현의 이론적 기반이 되었다.

## 개요
마르크스주의의 봉건 사회에 관한 이론에서 농민은 자영농과 소작농으로 분류된다. 전자는 토지를 소유한 농민으로, 봉건 사회에서 영주의 통제를 적게 받는 농민이며, 후자는 농노(serfdom) 또는 소작농(peasant)이라고 불린다.
자영농은 엄밀히 말하면 소부르주아에 속하며, 봉건 사회에 대한 적대감을 갖고 있다. 농노는 영주에게 소유가 되어 봉건적인 소생산을 담당하는 완전한 피지배계급으로 부르주아도, 소부르주아도 아니다. 농민은 봉건 사회에서 피지배 계급이지만, 선진 의식은 자본가와 상인에 비해 뒤떨어지기에 자유주의 혁명에서 자본가의 지도를 받아 혁명을 완수한다. 이후 형성된 자본주의 사회에서는 토지 개혁과 신분제 철폐를 통하여 농노가 자유민이 된다.
그러나, 자본주의는 농노에게 새로운 노예 체제를 강요하는데, 그것은 산업 기반의 성장으로 인한 농업 기반의 대규모 파괴를 통한 농노의 노동계급화이다. 한편, 봉건 사회에서 일정 정도의 자산을 유지한 자영농은 자본주의 사회에서 농업 자본을 가진 소부르주아로서 지속적으로 역할을 할 수 있다. 또한, 토지 개혁으로 인해 소작제가 폐지되고, 자영농은 임대인으로서, 임차농(농업 프롤레타리아)을 고용할 수 있다.
이 상태에서 농노는 도시에서는 산업프롤레타리아로, 농촌에서는 임차농으로 된다. 이렇게 하여 새로운 계급 대립을 형성하게 된다. 하지만, 농촌프롤레타리아는 도시프롤레타리아에 비해 계급의식을 빠르게 획득할 수 없는데, 그 이유는 농촌의 낙후성과 연결된다. 자본주의에 의한 전방위적인 파괴가 미치지 않는 농촌에서 봉건적 유제는 장기간 존속되며, 이에 꾸준히 영향을 받는 농촌프롤레타리아(임차농)는 상당 부분 봉건 의식의 잔재를 가진 상태로 살아간다.
본래, 마르크스 학설에서 농민은 임대인의 자격을 갖춘 자영농을 의미하는 경우가 많고, 노동자는, 농촌의 프롤레타리아라는 의미가 포함되어 있다기보단, 도시 지역의 산업프롤레타리아를 독점적으로 가리키는 경우가 많다. 따라서, 농민은 일반적으로 부르주아 또는 소부르주아로 칭해진다.
이에 따라 러시아의 마르크스주의자 다수는 농민이 차르 체제를 타도하는 혁명에서 주도적인 역할을 할 수 있을지는 몰라도, 노동자의 사회주의 운동에는 전혀 참가할 수 없는 존재라고 보았다. 그러나, 레닌은 그 반대로 자유주의 혁명에서 소농 이하의 모든 농민이 사회주의 혁명과 적대적이지 않으며, 충분히 평화적으로 사회주의적 농업 소유 관계를 수립할 수 있다고 주장했다. 러시아의 생산 인구 중 85%가 넘는 인구가 농민이라는 점 때문에 레닌의 4월 테제는 현실에 맞지 않다는 비판이 나오게 되었지만, 레닌은 노농동맹에 기초하여 사회주의 혁명을 이룰 수 있다는 노농동맹에 관한 이론을 주장하며 사회주의 혁명의 새로운 활로를 개척하려고 하였다.

## 레닌주의 이론에서 농민의 분류

노동자와 농민의 동맹을 의미하는 낫과 망치는 볼셰비키의 상징으로 쓰인 이래 줄곧 공산당의 상징으로 쓰여지고 있다.

레닌주의 이론에서 농민은 크게 빈농·영세농·소농·중농·부농이라는 다섯 가지로 구분된다.
자본주의 사회에서 농민은 토지를 얻을 자유가 전적으로 생기며, 자유경쟁에 기초하여 농업 자본을 축적할 수 있다. 레닌의 이론에 따르면, 자본주의가 발달할수록 농촌의 불균형 발전은 심화될 것이며, 이내 소수의 부농과 다수의 빈농 및 영세농으로 나눠질 것이다. 그러나, 당시 멘셰비키 이론가 중 적지 않은 자들은 자본주의 사회 내에서 자체 개혁으로 농촌의 불균형 발전을 막을 수 있다고 하였다. 그러나, 레닌은 농촌 생산 및 소유 관계에서 독자적인 사회주의 생산 및 소유 관계가 존재하며, 불균형 발전은 자본주의 내 그 어떠한 개혁으로도 막지 못한다고 보았다.
레닌의 노농동맹에서 특색적인 것은, 공산주의 혁명에서 소부르주아로 분류되는 소농도 혁명에서 무조건 인입해야 할 계층으로 정했다는 점이며, 사회주의 경제 조직 과정에서 중농까지 계급 투쟁 없이 흡수할 수 있다고 주장한 지점이다.

### 빈농
빈농(貧農)은 크게 농업 노동자와 극미한 토지를 소유한 자영농으로 분류된다. 전자는 농촌의 프롤레타리아 계급으로, 후자는 농촌의 반(半)프롤레타리아 계급으로 분류된다. 빈농은 토지를 소유한 농민을 기준으로 하더라도 가장 프롤레타리아에 가까운 농민이다. 빈농은 농촌에서 임차농 또는 농업 자본에 고용되어 농업 노동자로서 기능한다. 빈농은 자유주의 및 사회주의 혁명에서 노동계급이 무조건 인입해야 할 계층으로, 노동력의 형태가 다를 뿐, 본질적으로 산업 프롤레타리아와 다르지 않다. 그러나, 농촌 프롤레타리아는 봉건적 유제가 상당히 남아 있는 농촌에 본을 두고 있는 프롤레타리아이기에 계급의식은 산업 프롤레타리아보다 발달되지 않았다. 동시에 농촌 프롤레타리아는 농촌 혁명에서 가장 중요한 계층으로, 농촌의 진보를 추동할 수 있는 주도 세력이다.

### 영세농
영세농(零細農)은 자그마한 토지를 소유하고 있으며, 농촌에서 여러 유통, 도매업에 종사하는 자영업자를 가리킨다. 이들은 토지 소유 규모가 매우 적고, 생활 양식에서 노동력 파생과 소생산이라는 이중적인 성격을 갖고 있기에 반프롤레타리아라고 불린다. 이들의 의식은 일정 소부르주아와 공유하는 지점이 크지만, 엄연히 노동계급이 인입해야 하는 세력으로, 자유주의 및 사회주의 혁명의 동반자가 될 수 있다.

### 소농
소농(小農)은 소토지를 소유한 자영농을 가리키며, 소부르주아로 분류된다. 영세농과 다른 점은, 영세농은 다양한 분야의 업종과 노동 형태를 통해 생계를 유지하며, 순수 농업 차원에서의 자립성이 존재하지 않으나, 소농은 순수 농업 차원에서의 자립성을 일정 향유한다는 것이다. 그러나, 소농은 부농의 공격적인 토지 매입과, 자본주의 발전에 따라 언제든 도시나 농촌 프롤레타리아 계급으로 떨어질 수 있는 운명에 처한 상태이다.
레닌은 소농이 소부르주아이며, 혁명성이 낮지만 프롤레타리아의 주요한 동맹으로서 자유주의 혁명뿐이 아닌, 사회주의 혁명에서도 노동계급이 인입해야 할 계층으로 여겼다. 그 이유는, 소농이 반(半)봉건 또는 자본주의 사회에서 상위 계층의 부르주아에게 상당 부분의 이익을 침해당하고 있다는 의식을 갖고 있기 때문이다. 그렇기에 소농은 충분히 프롤레타리아의 경계에 서 있다고 할 수 있으며, 언제든 프롤레타리아적 계급의식을 갖출 수 있는 존재라고 판단할 수 있다.
“소농이 사회주의 혁명에서까지 포섭될 수 있는 계층인가?”에 대한 문제에서 멘셰비키와 레닌의 볼셰비키는 상당한 논쟁을 벌였다. 멘셰비키파는 소농을 엄연한 부르주아이며, ‘노동계급의 적’이라고 보았기 때문이다. 반면, 레닌은 소농이 토지 자본 차원에서 부농 또는 일정 단계의 자본 수준에 이른 중농을 따라잡을 수 없는 상태에 이르렀기에 장기적으로 사회주의 혁명의 동조자가 될 수밖에 없다고 하였다. 레닌은 소농이 표면적으로는 소부르주아이나, 장기적으로는 프롤레타리아의 성격을 가진다고 하였다.

### 중농
중농(中農)은 중규모 토지를 소유한 자영농이며, 소부르주아로 분류된다. 농촌에서 불균형 발전 이론에 따르면, 중농은 부농으로 올라갈 수도, 아니면 빈농으로 떨어질 수도 있다. 중농은 소시민적 사고가 매우 강하기에 그들 스스로가 자본주의 사회에서도 어떻게든 노력한다면 부유한 삶을 살 수 있다는 희망을 품으며, 일정 의식을 부르주아와 공유하는 습성이 존재한다. 이들은 한편, 농촌에 존재하는 반동분자의 선동에 취약한 계층이며, 그 결과 자유주의 혁명에서 일정 역할을 할 수 있을지라도, 사회주의 혁명에서는 노동계급의 적이 될 확률이 매우 높다고 하였다.
레닌은 소비에트 연방 성립 후 농촌 지역에 협동조합을 설립하였을 때, 중농을 격화된 계급 투쟁 없이 사회주의 조직에 흡수할 수 있다고 주장하였다. 즉, 중농은 사회주의 혁명의 대열에 능동적으로 설 수 없으나, 사회주의 경제 조직 과정에서는 흡수될 수 있는 수동적인 성격을 가진 농민 계층이라고 분석한 것이다.
한편, 중농은 1920년대 중반 이후 서유럽과 동유럽 등에서 등장한 파시즘의 주요한 동맹자가 되었다.

### 부농
부농(富農)은 대토지를 소유한 자영농이며, 부르주아로 분류된다. 레닌은 러시아의 부농이 사회주의 혁명에 찬동할 수 없음은 물론이고, 자유주의 혁명 단계에선 노동계급의 지도 없이는 긍정적인 기능을 할 수 없다고 보았다. 이러한 이유는 차르 체제에서 부농은 관료지주의 성격을 겸하며, 이에 따라 전형적인 매판적, 반동적인 부르주아의 성격을 가질 수밖에 없다는 데에 있다.
1940년 마오쩌둥은 옌안 근거지에서 〈신민주주의론〉을 발표하였다. 그는 여기서 노동계급이 신민주주의혁명의 노정에서 부농을 지도할 수 있으며, 양심적인 부농도 혁명의 동조자가 될 수 있음을 밝혔다. 마오쩌둥은 신민주주의혁명에 참가하는, 또는 참가할 수 있는 부농을 ‘민족 부르주아’의 범주 안에 속하였다. 물론, 신민주주의혁명은 공산주의 혁명이 아닌, 민주주의 혁명이자 민족 해방 전쟁으로, 레닌주의 이론을 통해 검증하더라도 부농은 이에 충분히 동조할 수 있다.
부농의 농업 자본이 일정 수준에 다다르게 되면 산업 자본가의 역량을 소화해내며, 제한적인 자유주의 혁명 또는 자유주의 개혁을 독점적으로 수행할 수 있는 ‘융커 모델’의 주도자가 된다. 단, 융커 모델에서 사회의 자본주의화는, 영국식 모델에 비해 훨씬 느리며 오랜 기간 동안 전(前)자본주의적 요소를 남기게 된다. 레닌은 이러한 상태에 머문 대표적인 국가로 스페인을 들었다.
한편으로 부농은 사회주의 및 공산주의 운동을 탄압하는 반동 음모의 최대 후원 집단 중 하나라고 할 수 있다. 레닌 사후 스탈린은 융커 모델에 따라 발전한 제국주의 단계의 자본주의 국가가 안정적인 초과 착취 달성을 위해 국내 혁명 운동에 대한 공공연한 테러를 주도할 수 있다고 보았는데, 이러한 모델을 ‘농업파시즘’이라고 한다. 그리고 부농은 소비에트 연방에서 이오시프 스탈린 주도로 1929년부터 실시한 농업 집산화에 매우 격렬한 반공산주의 저항을 하였으며, 1930년대 중반 소비에트 연방 국내에서 완전히 소멸하였다.

## 《농업문제와 소위 ‘마르크스비판’》
블라디미르 레닌은 '혁명의 제1단계'(부르주아민주주의혁명, 1905년 ~ 1917년 2월)와 '혁명의 제2단계'(사회주의혁명, 1917년 4월 ~ 1917년 10월)를 구분한 다음, 전자에서는 전체 농민과의 동맹, 후자에서는 빈농과의 동맹이 필요하다는 점에서 노농동맹을 노선을 주장했다.
부르주아민주주의혁명 시기인 1907년에 저술을 완료한 『농업문제와 소위 '마르크스비판'』에서 농민의 혁명성을 인정하였다. 동시에, 그는 농민의 경제사적 역할과 재화 소유 방식을 분석했을 때, 그들은 기본적으로 소부르주아적 성격을 갖고 있지만, 토지를 사회주의적 경제로 편입하는 과정에서 그들이 프롤레타리아와 같은 역사성을 가진 존재가 될 수 있다고 하였다. 즉, 농민을 '농촌 프롤레타리아'와 '농촌 부르주아'로 분류하고, 전자와의 협력을 추구한 것이다.
레닌은 사회주의에 적합한 농업 생산관계 형태가 노동집약적 산업과는 별도로, 또는 서로 연계된 상태로 존재할 수 있다는 점을 강조했으며, 이러한 주장의 준거성을 확보하기 위해 그는 '자본주의 농업 발전의 두 가지 길'이라는 이론을 내세웠다. 여기서 논해지는 두 가지 길 중 첫 번째는 당시 유럽에서 농업생산력이 상당히 높았던 프랑스를 기준으로 논해진 것으로, 대토지 소유자가 국내 농업에 대한 온건적인 개혁 정책을 전개하여 자본주의화를 앞당기는 것이다. 이러한 발전 양상은 소위, 보나파르트주의자들이 주도하였다. (레닌은 이를 ‘융커 모델’이라고 칭한다) ― 훗날, 레프 트로츠키는 자신의 저서 『노동자국가, 테르미도르 그리고 보나파르티즘』(영어: Рабочее государство, термидор и бонапартизм)에서 이오시프 스탈린의 군사국가화와 농업 집산화 등의 정책을 '보나파르트주의'라고 칭했는데, 바로 이 맥락에서 쓰인 것이다.  ― 두 번째는, 식민지 곡물을 이출하여 국내 지대를 약화시키는 것이다. 이렇게 될 경우 광범위한 자영농 계층은 붕괴하게 되고 다수의 농업노동자인 빈농을 파생하게 된다. 이와 동시에 자본주의 발전은 프랑스의 그것보다 더욱 급진적으로 이뤄진다. 이 경로는 바로 영국의 모델이다. 그는 동시에 스페인과 이탈리아가 거친 자본주의화하의 지대 문제를 과학적으로 규명하였다. 그는 봉건적 토지 소유 제도도 또한 자본주의라는 새로운 국면으로 맞아들면서 기존의 '소수의 대지주와 압도다수의 소농'으로 대표되는 봉건적 농업 체계가 흔들리고 소규모 자영농이 일반화 된 자본주의적 농업 구조로 발전한다는 것을 실증하였다.
이후 자본주의 사회 내에서의 농업 경제도 잉여가치 독식이라는 현상이 필연적으로 발생하기에, 농민도 또한 자본주의에서 사회주의로 향하는 과도기적 단계에서 프롤레타리아의 성격을 일정 수준 가질 수밖에 없다는 것을 증명하였다. 그는 이러한 자신의 이론에 기반하여 1917년 2월 혁명의 이후 성립된 자본주의적 농업 소유 구조는 더 진보된 농업 경제 구조화를 막는 원인이 되었다고 하였다. 사회주의혁명 달성 후 블라디미르 레닌은 1920년 8월 7일 코민테른 2차 대회에서 혁명적 농민을 빈농·소농·영세농으로 규정하였고, 중농과 부농은 이에 포함하지 않았다. 즉, 단순히 농업노동자가 아닌, 자립 불가능할 정도의 자영 영세농도 또한 혁명성이 존재하는 혁명적 농민으로 취급한 것이다.
전세계 자본주의국가들에서 도시 프롤레타리아가 반드시 투쟁으로 인도해야 할, 혹은 적어도 자기 편으로 인입해야 할 농촌의 근로대중과 피착취 대중은 아래와 같은 계급들이다.

1. 자본주의적 농업 기업에서 임금노동으로 자기의 생활자료를 얻어내는 임금노동자(1년 고용자·계정 고용자·납품팔이꾼)들인 농업 프롤레타리아.
2. 반(半)프롤레타리아 혹은 영세 농민, 다시 말하면 자기의 생활자료를, 일부는 농업 및 산업자본 기업에서의 임금노동에서 얻으며, 또 다른 일부는 자기 가족을 먹여살리는 식료품의 일부를 주는 데 불과한 한 조각의 자기 소유지 또는 소작지에서 노동하는 것으로 얻는 농민들.
3. 소농, 다시 말하면 자기 가족 및 자기 농사의 수요를 충족하는데 남의 노동력을 고용하지 않는 낮은 규모의 경지를 소유한 혹은 소작권에 의하여 점유하고 있는 소토지 소유자.
 — 블라디미르 레닌, 1920년 8월 7일 코민테른 2차 대회 「농업문제에 관한 테제」에서

결국 농업의 자본주의화는 봉건적 농업에 비해 진보된 것이나, 농업 노동력의 착취는 여전하며, 대다수 농민은 언제든 자립 불가능한 수준의 소농으로 전락할 위험성을 내포하고 있다. 결과적으로, 전체적으로 농업 생산력은 정체기를 맞을 것이기에 농민과 농업의 빈곤화라는 문제는 해결되지 않는다. 이는 자본주의사회하에서 농민이 산업노동자와 같은 혁명의 유적존재로서 거듭할 수 있는 객관적 조건이 된다. 결과적으로, 토지의 사회주의화는 자본주의사회하에서 빈농의 인간해방을 위한 것이기에, 블라디미르 레닌은 빈농의 혁명성을 중시하였고, 러시아의 프롤레타리아 계급이 이들과 적극적으로 연대해야 할 필요성이 있다는 것을 인정하였다. 하지만, 동시에 농업의 하부 구조 변혁은 상업 이후의 산업이라는 공간의 변혁 속도에 비해서 매우 늦고 둔감할 수밖에 없다고 하였다. 이는 즉, 농민이 혁명적 변화에 있어서 근로대중보다 느릴 수밖에 없다는 걸 인정한 것이다. 이 사실에 근거하여 볼셰비키, 멘셰비키, 인민주의자들의 입장을 다음과 같이 정리할 수 있다.
| 분파             | 자본주의사회하 농민의 역사적 성격 | 자본주의사회하 농민의 혁명성 | 자본주의적 농업 생산 구조에 대한 평가 | 농업 문제의 해결법     | 사회주의적 농업 생산 구조의 가능성                       |
| ---------------- | --------------------------------- | ---------------------------- | ------------------------------------- | ---------------------- | -------------------------------------------------------- |
| 볼셰비키         | 부르주아·소부르주아·프롤레타리아  | 인정                         | 발전                                  | 토지국유제(土地國有制) | 가능                                                     |
| 멘셰비키         | 부르주아·소부르주아               | 불인정                       | 발전                                  | 소농자치제(小農自治制) | 불가능                                                   |
| 나로드니키주의자 | 공산주의 형성의 주체              | 인정                         | 퇴보                                  | 토지공유제(土地公有制) | 원시적 농업 공동체를 사회주의/공산주의의 기반이라고 평가 |

소비에트 정부 성립 이후 "프롤레타리아 독재는 노농정부인가?"라는 논쟁에서 이오시프 스탈린은 소비에트 정부가 노농동맹에 입각한 프롤레타리아 독재이며, 이러한 의미에서 노농정부라고 불릴 수 있다고 하였다.
노농정부 문제에 관하여도 그와 관련하여 꼭 말해야겠습니다. 우리 정부의 프롤레타리아적 본질과 또 여기에서 나오는 사회주의적 제과업은 우리 정부로 하여금 우리 농민의 나라에 있어서 프롤레타리아 독재의 사회주의적 및 계급적 제과업 달성함에 가장 중요한 수단인 노농동맹을 유지·강화하는 정책을 수행하는 것을 방해하지 않을 뿐만 아니라 도리어 이 정책의 수행에로 이 정부를 추동하며, 필연적으로 추동하고 있다는 것, 또 그렇기 때문에 이 정부는 노농정부로 불린다는 것, 여기에 어떠한 모순이 있을 수 있겠습니까? 노농정부의 구호를 내세우며, 우리 정부를 노농정부라고 규정한 레닌이 옳았다는 것은 명백하지 않습니까?
 — 이오시프 스탈린, 1927년 3월 15일 『노농정부 문제에 관하여』(Об образовании Рабочего и Крестьянского правительства)에서
이를 통하여 마르크스-레닌주의에서 논의되는 '프롤레타리아 독재'(독일어: Diktatur des Proletariats)는 노동자(산업프롤레타리아를 포함한 광범한 노동계급)·농민(빈농·소농·영세농)의 동맹에 기초한 사회주의국가라는 것을 알 수 있다. 반면, 트로츠키주의의 경우는 프롤레타리아 독재에 관하여 '노동자국가'(Workers' State)라는 표현을 선호한다.

### 나로드니키주의에 대한 비판
19세기 말부터 러시아의 진보적 귀족과 러시아 농촌 내 농민에게서 자생적으로 발생한 브 나로드에서 파생된 나로드니키주의(Народничество) ― 소위 당시 인민주의라고도 불린 ― 에 대하여 레닌은 농업 발전의 모든 양상을 거부한 극단적인 정체적 사고라고 비판하였다.
당시 러시아 인민주의자들은 자본주의적 농업 소유 구조는 농업 소유 구조에서 완전한 악(惡)이라고 보았다. 이들은 자본주의적 농업 소유 구조는 인간의 선의에서 벗어난 반인류적 구조인 것이며, 과거의 원시적 농업 형태가 선(善)에 해당하는 공산주의적 공동체의 전형이라고 주장했다.
블라디미르 레닌은 당시 유럽국가의 산업 발전과 농업 구조의 변혁을 실증적으로 검토하였고, 마르크스주의의 지대 이론에 따라 자본주의적 농업 구조는 이전 봉건적 농업 구조에 대해서 발전된 양상이라고 보았다. 부농, 소규모 자영농, 임차농, 농업 프롤레타리아가 다양하게 혼재되었으며, 경자유전의 원칙이 지켜지는 자본주의 농업은 산업의 발전을 촉진시킨 결과물로 나온 것이며, 기본적으로 이 과정에서 지주의 권한을 대폭 약화시켰다. 즉, 이전의 봉건적 농업 구조에 비해 '농지'(農地)이라는 생산수단에 대해서 인민이 더 쉽게 접근할 수 있게 된다고 본 것이다.
이러한 입장에 기반하여 블라디미르 레닌은 러시아 인민주의자들이 경제 문제에 도덕주의라는 허울을 들씌웠다고 비판하였다. 즉, 그들의 주장은 고대사회부터 현재에 이르기까지 진행된 모든 소유 구조의 발전 과정을 염두에 두지 않은 주장이란 것이다. 블라디미르 레닌에게 있어서 이 인민주의 운동은 일종의 공상적 사회주의와 비슷한 것이었다.

### 멘셰비키에 대한 비판
당시 교조주의 입장에서 농업 문제를 바라봤던 율리 마르토프(Юлий Мартов, 1873 - 1923)와 레프 트로츠키를 비롯한 멘셰비키 일원들은 블라디미르 레닌의 강령을 두고 '농본주의'(Аграризм)라고 비판하였다. 멘셰비키들은 농업은 중세봉건제 사회에서 자본주의 사회로 넘어오는 과도기적 단계에서 그 발전성을 완전히 다했다고 보았다. 즉, 사회주의로의 이행은 완전히 산업노동자의 수중에 달린 것이며, 농업의 발전은 자본주의 상태에서 완전히 끝난 것이다. 이러한 역사 과정 속에서 농민은 자본주의 사회하에서 발전된 토지 소유 구조를 대변하는 소부르주아적 성격을 버릴 수 없게 되며, 이들은 기본적으로 혁명에 방관하는 입장을 취하는, 혁명성이 존재하지 않는 존재라고 본 것이다. 토지는 원칙적으로 생산수단에 속했기에 농민은 생산수단을 소유한 계층이라고 파악할 수 있으며, 이에 따라 농민을 부르주아 또는 소부르주아로 취급해야 한다는 것이 이들의 입장이었다.
블라디미르 레닌은 이 주장을 앞서 서술된 농업 발전의 보편성 예시를 들어 비판하였다. 첫 번째로, 만약 자본주의사회의 농업 구조가 모든 농민에게 균일하고 지속 가능한 수준의 수익을 줄 수 있는 구조라면, 또한 토지라는 생산수단을 소유했다는 사실 그 자체만으로도 자본주의사회 내에서 경제사적 기득권을 취할 수 있는 입장이라면, 멘셰비키의 주장대로 자본주의 농업 구조는 발전을 다한 구조라고 할 수 있으며, 농민은 사회주의로 나아가는 과정에서 배제의 대상이라고 할 수 있을 것이다.
하지만, 레닌은 자본주의 사회에서 '토지'는 '토지 소유자에게 있어서 생산수단'의 성격이 있는 동시에 '허용받은 프롤레타리아가 다루는 (부르주아의)생산수단'과도 같은 것으로 작용할 수 있다고 분석했다. 그 이유는 자본주의 농업 구조에서는 필연적으로 수익이 소수의 자영농에게 몰리게 되어있으며, 그것은 부농을 필연적으로 발생하게 하고, 부농은 다수의 소농에게 농지를 임대하여 '농지'를 '토지 소유자에게 있어서 생산수단'이라기보다는 '허용받은 프롤레타리아가 다루는 (부르주아의)생산수단'과 같은 것으로 전환시키기 때문이다.
결과적으로 토지를 임차하는 임차농은 사실상 봉건 사회의 농노나 소작농과 다를 바가 없다. 이러한 임차농의 수가 임대의 주체인 지주(부농)에 비해 월등히 높은 수이며, 그것은 자본주의 농업 구조의 일반성이라고 일컬을 수 있다. 당시 멘셰비키는 소농을 포함한 모든 농민을 '생산수단을 소유한 자'라고 규정하여 타도 및 지배의 대상으로 규정했는데, 이는 현실에 전혀 맞지 않으며 마르크스주의와 관련이 있지도 않다는 것이 레닌의 비판이었다. 두 번째로는, 농업은 공산제 사회에서 노예제 사회로 넘어왔을 때, 그리고 노예제 사회에서 봉건제 사회로 넘어왔을 때 항상 변혁의 과정을 겪었으며, 그러한 변화의 양상이 자본주의라는, 사회주의 및 공산주의로 향하는 중간 단계에서 완전히 사라진다는 보장은 없다는 것이다. 동시에 실증적으로도 자본주의 농업 소유 구조는 농업 생산 구조의 완벽한 모습이라고 하기 어렵다. 예를 들어, 농지 임대를 금지시켜서 소농의 수가 늘지 않는다고 하더라도 그것은 필연적으로 농업생산력을 감소시키는 요인으로 작용하게 된다. 결국, 자본주의하 농업 구조는 다수의 소농과 극소수의 부농의 양극 상태로 나아가거나, 아니면 생산력을 기하급수적으로 감소시키면서 적은 생산력을 유지하느냐, 둘 중 하나의 선택만을 할 수 있는 구조에 불과하다. 또한 이러한 구조는 사회주의로 나아가는 산업의 양태와 자연스러운 발전 구조를 이루기 어렵다고 주장하였다.
결과적으로 볼 때 블라디미르 레닌의 이러한 주장은 '스스로의 노동이 경제적 기득권에 의해 잉여가치로 전유될 수 있거나, 실제 이런 상태에 있는 모든 계층' 즉, 자본주의국가에서 경제적으로 약자의 위치에 놓여져 있는 모든 계층에게 혁명성을 부여한 것이나 다름이 없다고 할 수 있다. 이와 관련된 레닌의 견해는 1908년에 저술된 레닌의 저서인 『마르크스주의와 수정주의』(Марксизм и ревизионизм)에서 확인할 수 있다.
자본주의사회에서 수정주의의 불가피성은 어디에 놓여 있는가? 왜 그것은 민족적 특이성이나 자본주의의 발전정도의 차이보다 더 뿌리 깊은 것인가? 왜냐하면 자본주의 국가에서는 프롤레타리아와 나란히 항상 광범한 소부르주아와 소소유자층이 존재하기 때문이다. 자본주의는 소생산에서 발생했으며 끊임없이 발생하고 있다. 수많은 새로운 '중간층'들이 자본주의에 의해 불가피하게 생겨나게 된다.(공장의 하청업체들, 가내노동, 자전거나 자동차 산업과 같은 대산업의 필요를 충족시키기 위해 전국에 흩어져 있는 소규모 작업장들) 이 새로운 소생산자들 또한 불가피하게 프롤레타리아의 대열로 내던져진다. 그렇기 때문에 광범위한 노동자들의 대열 내부에서 소부르주아적 세계관이 계속해서 고개를 치켜들게 된다는 것은 매우 자연스러운 것이다. 프롤레타리아 혁명에서 일어나게 될 운명의 변화에 도달할 때까지는 그럴 수밖에 없으며 항상 그럴 것이라는 것도 매우 자연스러운 것이다.
 — 블라디미르 레닌, 『마르크스주의와 수정주의』에서
다시 말하여, 노동자와 빈농만이 아닌, 영세자영업자, 지식인도 또한 혁명성이 있는 존재로 취급할 수 있는 근거가 된다. 블라디미르 레닌이 비판했던 멘셰비키의 입장은 훗날에 형성된 트로츠키주의가 그대로 고수하였는데, 이들은 '노동자에 의해 지도되는 농민'만이 가능할 뿐, 대등한 위치에서의 노농동맹은 불가능하며, 혁명의 동력은 오직 산업프롤레타리아라는 이론을 내세우고 있다. 로자 룩셈부르크의 경우도 "사회주의 혁명이라는 객관적 조건을 형성하기 위해 농업자본을 희생시켜야 한다."라는 농업희생론(農業犧牲論)을 내세웠다는 점에서 멘셰비키의 입장과 같다고 할 수 있다.

## 소비에트 연방 성립 이후
레닌은 협동조합을 통한 사회주의화를 다그쳤으며, 볼셰비키당 중앙위원회에서 농민 일반이 노동계급과 대립적이지 않다고 주장했다. 그러나 이러한 주장은 같은 볼셰비키 내 분파인 좌익공산주의파에 커다란 비판을 받았다.
좌익공산주의파는 초공업화론(超工業化論)을 주장하며, 노동계급이 농민을 수탈하여 공업화의 본원적 축적을 달성해야 함을 강조하였다. 이러한 주장의 대표적인 옹호자는 예브게니 프레오브라첸스키(Евге́ний Преображе́нский, 1886 - 1937)로, 그는 볼셰비키 내 초공업화론의 선구자가 되었다. 이 당시 레프 트로츠키도 프레오브라첸스키의 초공업화론에 동의하고 레닌에 반대하였다.
레닌은 좌익공산주의파의 주장에 대해 “노동계급과 농민 사이의 불필요한 계급 투쟁을 격화시키는 주장”이라고 비판하였다.